# Beatriz de Menezes

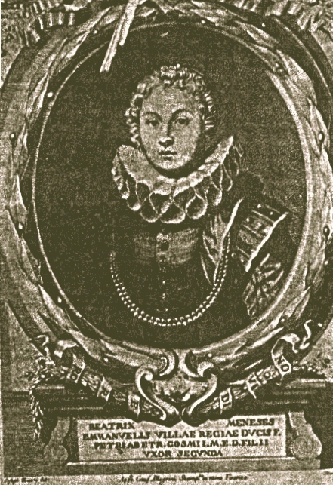
Beatriz de Menezes in una stampa tardo cinquecentesca

Beatriz de Meneses e Noronha (in portoghese: Brites o Beatriz de Meneses e Noronha; 1560 – 1603) fu la seconda moglie di Pietro de' Medici.

## Biografia
Figlia di Manuel de Menezes e Noronha, che fu primo Duca di Vila Real e per due volte Governatore di Ceuta discendente da Enrico II, re de Castiglia e León e da Ferdinando, re del Portogallo, e di Maria de Silva, figlia di Álvaro Coutinho commendatore di Almourol e di Brites de Silva, nipote di João Coutinho, secondo conde de Redondo.
Si sposò in Spagna con il turbolento Don Pietro nel 1593. Era la sua seconda moglie, dopo Leonora Álvarez de Toledo che lui stesso aveva ucciso per gelosia ed il suo nuovo matrimonio fu procurato per calmare il suo temperamento ribelle e violento. Il matrimonio con Beatriz riuscì in parte a stabilizzarlo, sia dal punto di vista economico che emozionale, nonostante egli continuasse a frequentare la sua cortigiana favorita Antonia Caravajal, che gli diede altri due figli illegittimi, oltre ai tre avuti in precedenza.
La coppia non ebbe alcun figlio e dopo la morte di Pietro (si persero le tracce di Beatriz).
Dopo la morte di Pietro de’Medici nel 1604, D. Beatriz si trasferì dalla capitale spagnola a Vila de Aveiro. La scelta di questo villaggio come sua nuova casa fu probabilmente dovuta agli amici e alla famiglia che vivevano lì, poiché D. Beatriz non aveva proprietà ad Aveiro.
Si stabilì nel Monastero di Gesù come reclusa, ma senza prendere i voti, e dal convento gestì gli affari di famiglia e iniziò a costruire il suo palazzo-monastero. Acquistò un vecchio quartiere ebraico entro le mura della città e vari terreni con vecchie case che ordinò di essere demoliti per permettere la costruzione della sua casa.
L'edificio fu completato intorno al 1616, ma D. Beatriz vi si trasferì solo nel 1620. Tra il 1616 e il 1620 prestò il palazzo ai monaci Carmelitani Scalzi affinché potessero stabilirvi mentre i lavori del convento vero e proprio non erano terminati. Dopo che i monaci partirono per il nuovo convento, D. Beatriz si trasferì nel suo palazzo.
Per il suo legame con il Monastero di Gesù, partecipò come testimone alla beatificazione di D. Joana del Portogallo e fu responsabile di numerose opere di beneficenza nel monastero, che nobilitarono molto il convento e la città di Aveiro.
Ha promosso l'inclusione delle donne bisognose di protezione nei conventi femminili, oltre a sostenere la Santa Casa da Misericórdia de Aveiro con questo stesso obiettivo.
Come se fosse una vera Medici, oltre ad essere una benefattrice, fu anche una mecenate di Aveiro, sponsorizzando le arti - pittura, scultura, intaglio e piastrelle - che impreziosirono le opere architettoniche da lei sponsorizzate.
Il suo palazzo fu costruito a forma rettangolare e con un chiostro interno con l'intenzione di ospitare successivamente un convento per le monache Carmelitane Scalze, sogno che D. Beatriz non vide realizzato durante la sua vita, poiché non poté ottenere la necessaria licenza reale. Morì il 4 giugno 1648 di “malattia postale”, come lei stessa la definì, mentre viveva gli ultimi anni della sua vita aspettando che arrivasse per posta questa licenza... La licenza per l'impianto del convento nel suo palazzo gli venne concesso solo nel 1657.
Poiché sponsorizzò la costruzione della chiesa dei monaci Carmelitani Scalzi, fu considerata la loro santa patrona e dopo la sua morte fu sepolta in quella chiesa.